# Tiberio Giulio Candido Mario Celso
Tiberio Giulio Candido (Mario Celso) (I secolo – II secolo) è stato un senatore romano console suffetto nel 86 e nel 105 sotto l'imperatore Traiano.

## Biografia
Non si hanno notizie certe delle origini, probabilmente è originario della provincia d'Asia o di Lidia. Forse è il fratello di Lucio Giulio Marino, che è originario della provincia di Siria, console suffetto nel 93 sotto l'imperatore Domiziano, successivamente governatore della Mesia negli anni 94-97, come è possibile sia lo zio di Lucio Cecilio Iulius Marinus Simplex, console suffetto nel 101.
Mario Celso sembra possa essere identificato con «P. Marius Celsus», console ordinario nel 62, curator aquarum nel 64 e nel 66, ma troviamo anche un «Marius Celsus», senza un nome specifico, console nel 69.
Entra nel Senato nell'anno 69 o 70, al termine della guerra civile, da cui uscirà vincitore Vespasiano.
Diventa un membro del collegio degli Arvali nel 72 (flamine nel 88, magister nel 89, e forse vice-presidente del collegio prima della fine del regno di Domiziano).
È uno dei legati in Siria nominati dagli imperatori Vespasiano e Tito. Succede alla carica di Lucio Cesennio Peto, il suo governo inizia nel 73 e termina nel 76 quando il padre di Traiano, Marco Ulpio Traiano ottiene la provincia.
È stato console suffetto nel 86, sotto Domiziano. Intorno agli anni 87-88 o 91-92, è stato il governatore della Galazia e Cappadocia.
Fu console nell'anno 105, sotto Traiano. Morì prima dell'anno 109.